# Edvin Larsen
Edvin Larsen (* 13. November 1916; Todesdatum unbekannt) war ein dänischer Hürdenläufer und Zehnkämpfer.
Bei den Leichtathletik-Europameisterschaften 1946 in Oslo wurde er Fünfter über 110 m Hürden.
Achtmal wurde er Dänischer Meister über 110 m Hürden (1937–1939, 1943–1947), einmal über 400 m Hürden (1936) und sechsmal im Zehnkampf (1938, 1939, 1943–1946).

## Persönliche Bestleistungen
- 110 m Hürden: 14,8 s, 12. August 1940, Kopenhagen
- Zehnkampf: 6652 Punkte, 24. Juli 1944, Kopenhagen